# Decumanus

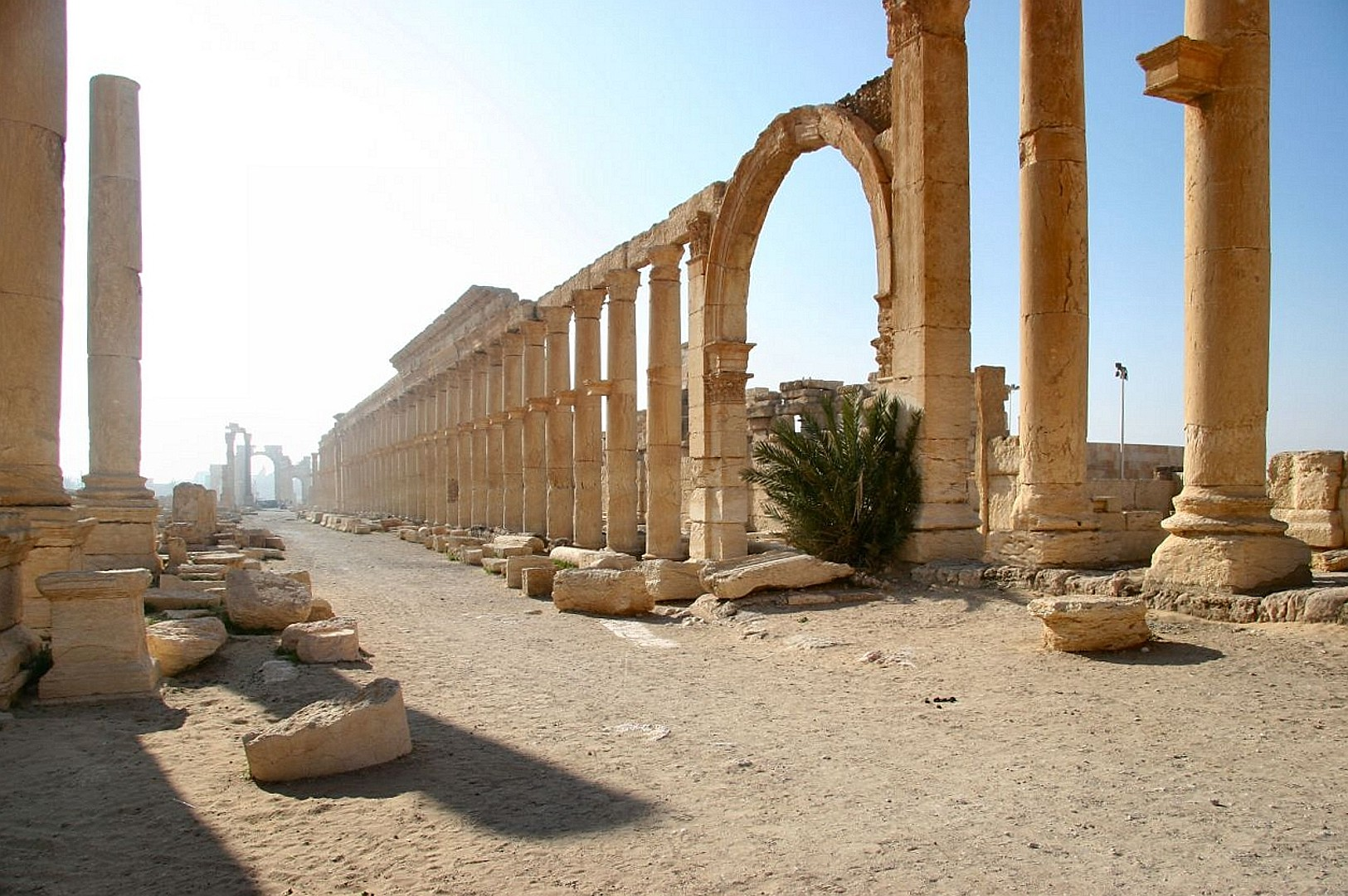
Le decumanus maximus de Palmyre, en Syrie.

Le decumanus est un axe est-ouest dans une ville romaine.

## Étymologie
Le mot decumanus est probablement lié étymologiquement au mot latin decem, dix, sans que la raison en soit claire, même si le chiffre romain qui le représente, X, se présentait vraisemblablement à l'esprit de tout arpenteur romain qui voit le croisement des deux axes orthogonaux qui structurent toute ville romaine, le decumanus et le cardo,.

## Caractéristiques
En centuriation romaine, un decumanus est une voie orientée d'est en ouest, dans une ville, un camp ou une colonie romaines. Le decumanus principal est le decumanus maximus, qui relie normalement la Porta Praetoria (la plus proche de l'ennemi dans un camp romain) à la porta decumana (la plus éloignée).
Suivant un plan hippodamien, le decumanus maximus et l'axe qui lui est perpendiculaire, le cardo maximus, sont les axes principaux qui structurent tout camp romain et, en principe, toute fondation de colonie romaine. Ce schéma d'urbanisation, qui se diffuse dans tout l'Empire romain, trouverait son origine dans les rites du bornage étrusque,. En pratique, l'orientation selon les points cardinaux pouvait être plus ou moins exacte, l'orthogonalité des axes étant plus systématiquement respectée.
Le forum, cœur de la vie économique de la ville, est normalement situé à l'intersection du cardo maximus et du decumanus maximus (parfois nommée groma par abus de langage), ou à proximité immédiate.

## Exemples
- Croatie :
  - Split : le palais de Dioclétien répond au système urbanistique romain, le decumanus maximus reliant la porte d'Argent (en) à l'ouest à la porte de Fer (en) à l'est[5].
- Espagne :
  - Barcino (Barcelone) : le decumanus maximus débutait à la porte romaine en face de l'actuelle Plaça Nova (ca)[6].
- France :
  - Aquae Sextiae (Aix-en-Provence) : le decumanus a été identifié sous la place de l'Archevêché.
  - Augustodurum (Bayeux) : le decumanus maximus correspond à l'actuelle Grand-rue.
  - Burdigala (Bordeaux) : le decumanus correspond aux actuelles rues de la Porte-Dijeaux et Saint-Rémi ; son extrémité occidentale est marquée par la porte Dijeaux.
  - Lutèce (Paris) : bien que le tracé ne soit pas très net, le decumanus correspondrait à l'actuelle rue Soufflot.
  - Metz : le decumanus correspond à l'actuelle en Fournirue.
  - Nice : le decumanus du site de Cemenelum est visible sur les vestiges mis au jour sur la colline de Cimiez.
  - Orléans : le decumanus correspond à l'axe formé par la rue de Bourgogne.
  - Poitiers : la Grand'rue suit le tracé du decumanus gallo-romain.
  - Reims : le decumanus correspond à l'axe formé par la rue de Vesle (en passant par l'avenue Jean-Jaurès, la place Cérès et la place Royale).
  - Strasbourg : le decumanus correspond aux rues des Hallebardes et des Juifs[7].
  - Toulouse : le decumanus correspond à un axe parallèle à l'actuelle rue de Metz passant par la rue de la Croix Baragnon.
- Italie :
  - Aoste : le decumanus correspond à l'axe formé par la via Porta Pretoria (it), la via Jean-Baptiste de Tillier et la via Édouard Aubert.
  - Naples : le decumanus maximus (aujourd'hui via dei Tribunali) est l'un des axes urbains qui traverse, depuis l'époque gréco-romaine, le centre historique ; il existe également deux autres decumani parallèles à celui-ci, l'un inférieur (aujourd'hui Spaccanapoli) et l'autre supérieur (via Sapienza, via Pisanelli, et via Anticaglia)
- Jordanie :
  - Gadara (Umm Qeis) : le decumanus est toujours existant sur environ un kilomètre[8].
- Syrie :
  - Damas : la via Recta s'étend sur 1 500 m et relie les portes est et ouest.
  - Palmyre : le decumanus maximus.
- Liban :
  - Beyrouth : la rue Weygand, orientée d'est en ouest, suit toujours l'ancien decumanus maximus[8].